# إرلينغ بيترسن
إرلينغ بيترسن (بالبوكمول: Erling Pettersen) هو قسيس نرويجي، ولد في 21 فبراير 1950 في برغن في النرويج.